# Osiedle im. Gustawa Morcinka (Kłodzko)

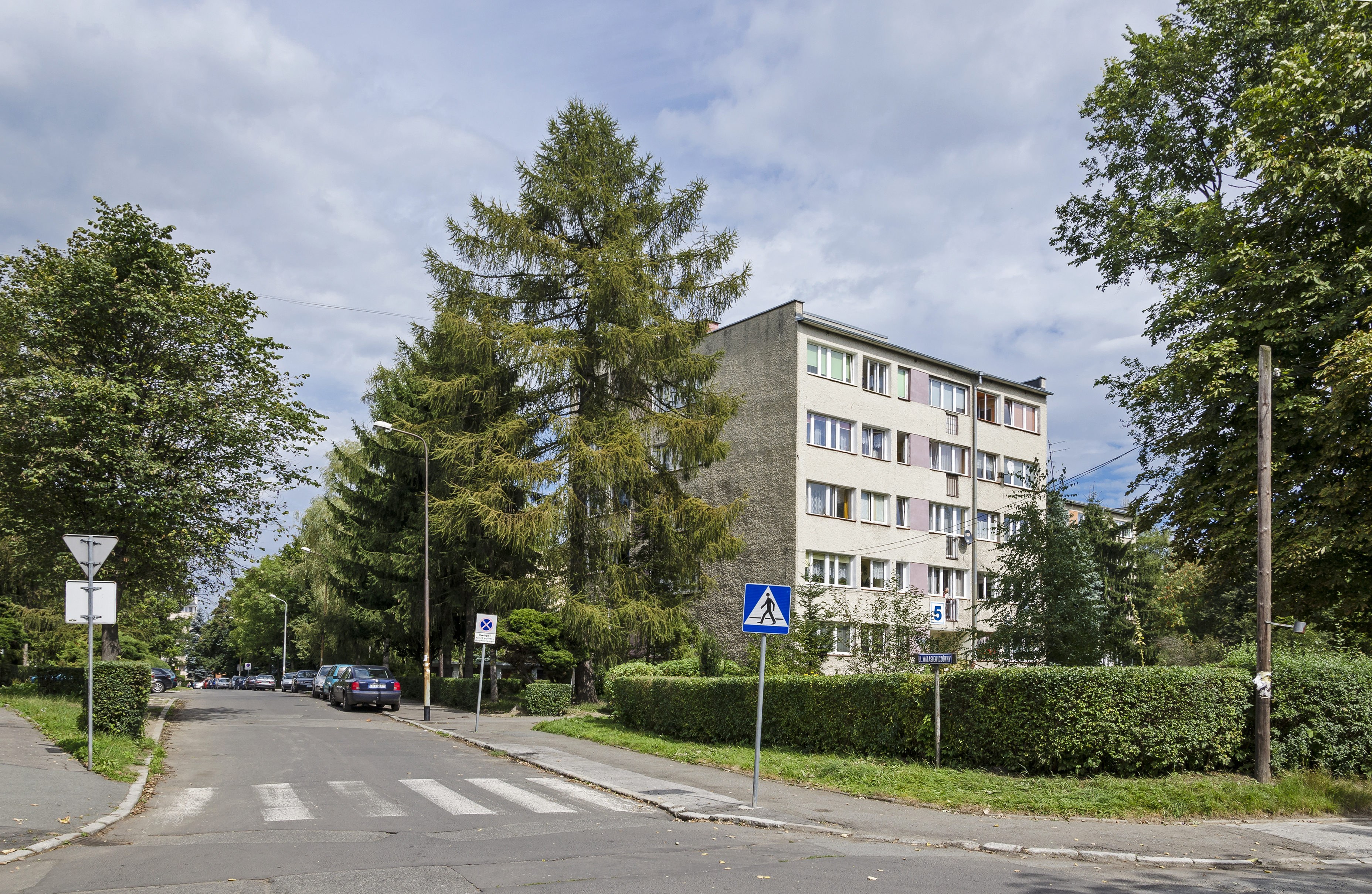
Ulica Walasiewiczówny

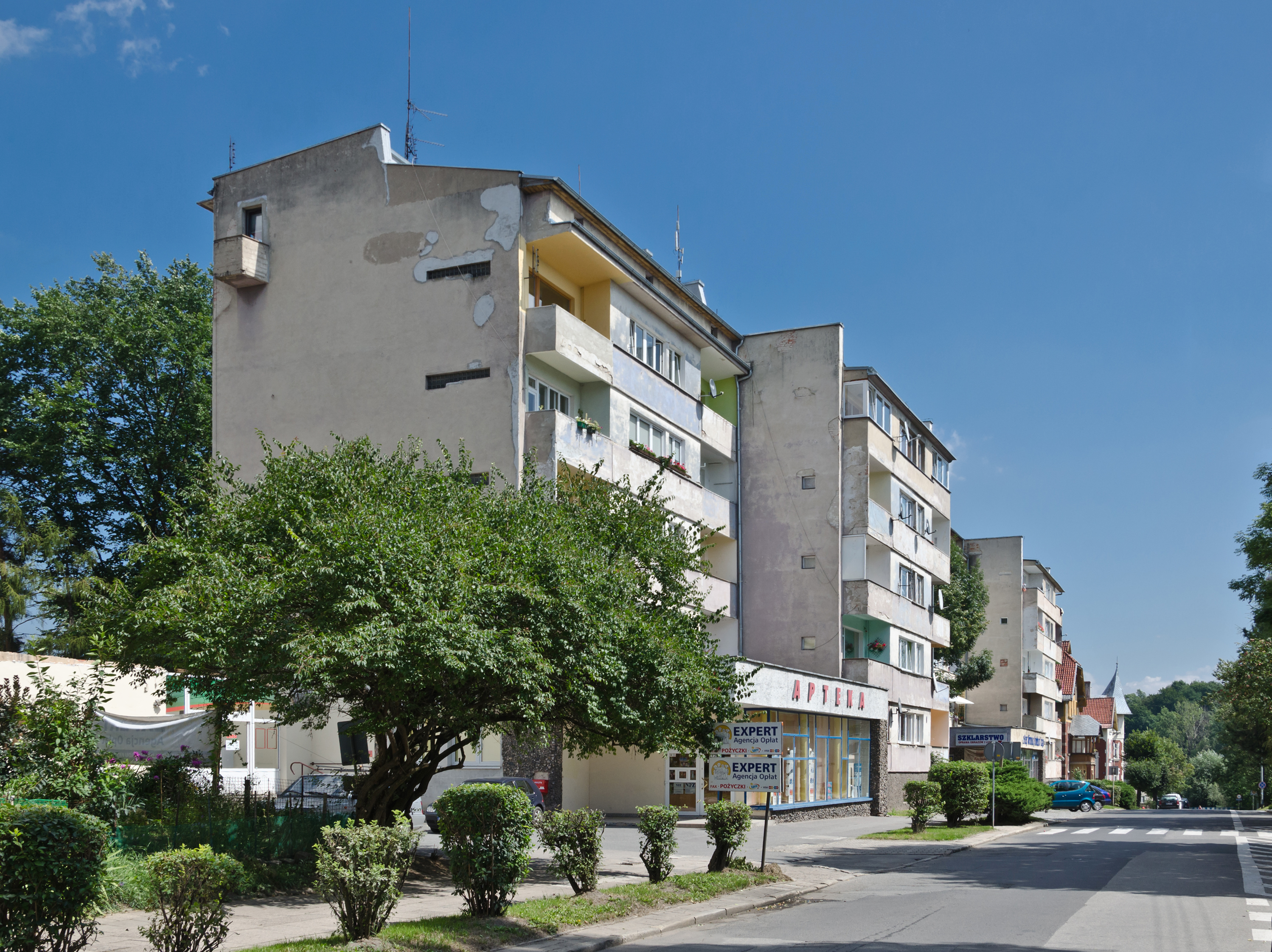
Ulica Morcinka

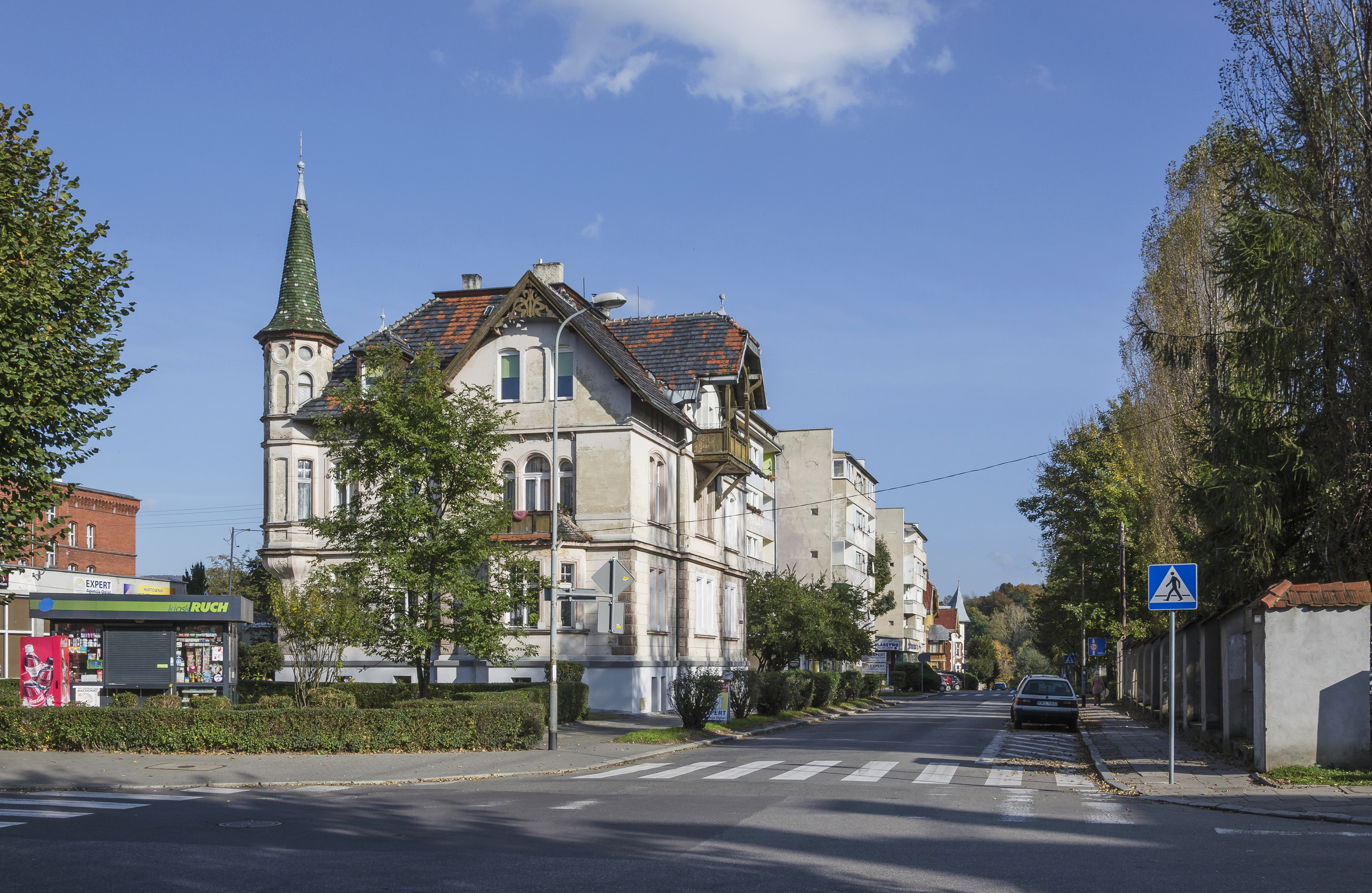
Ulica Morcinka

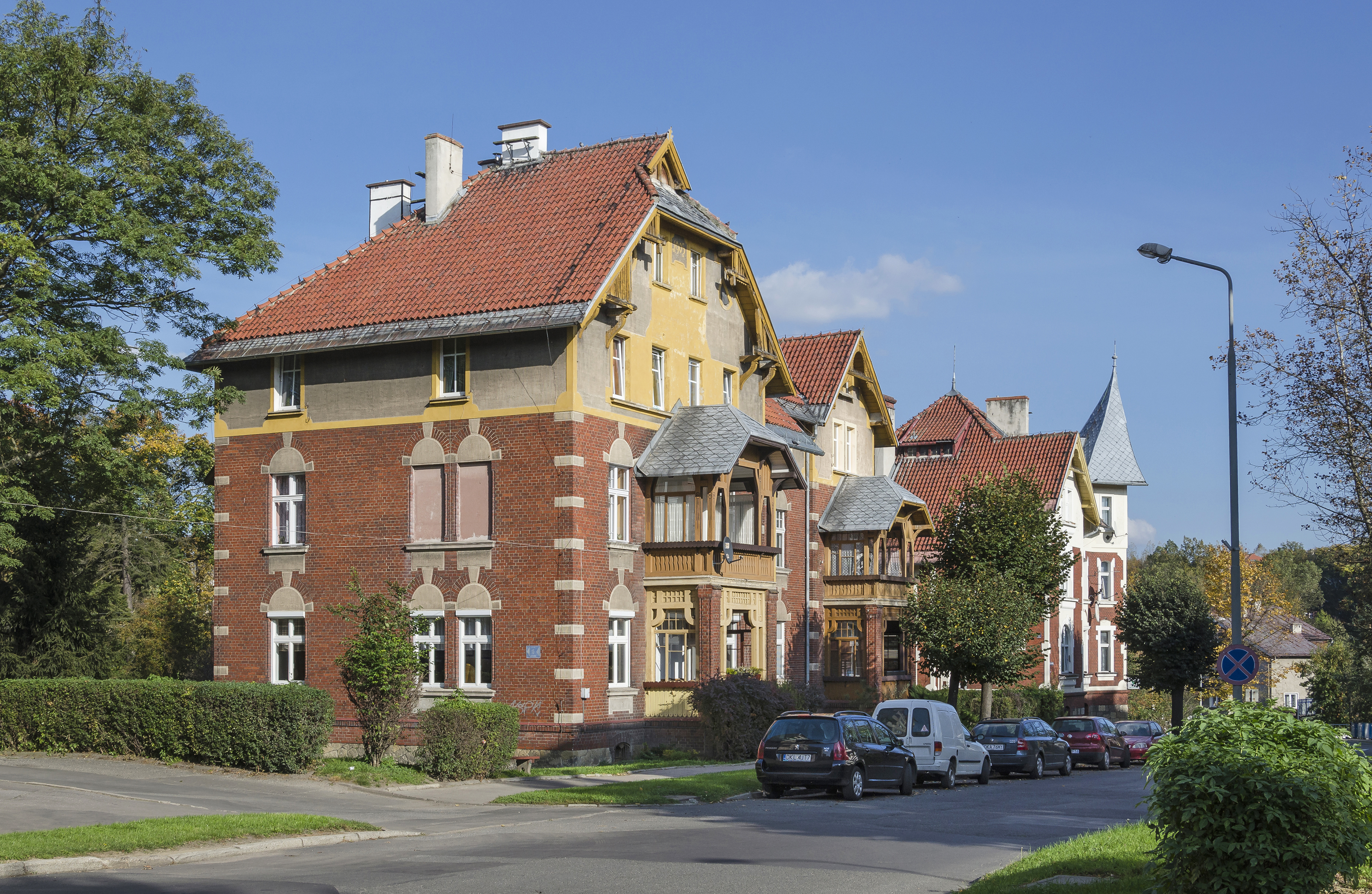
Ulica Morcinka

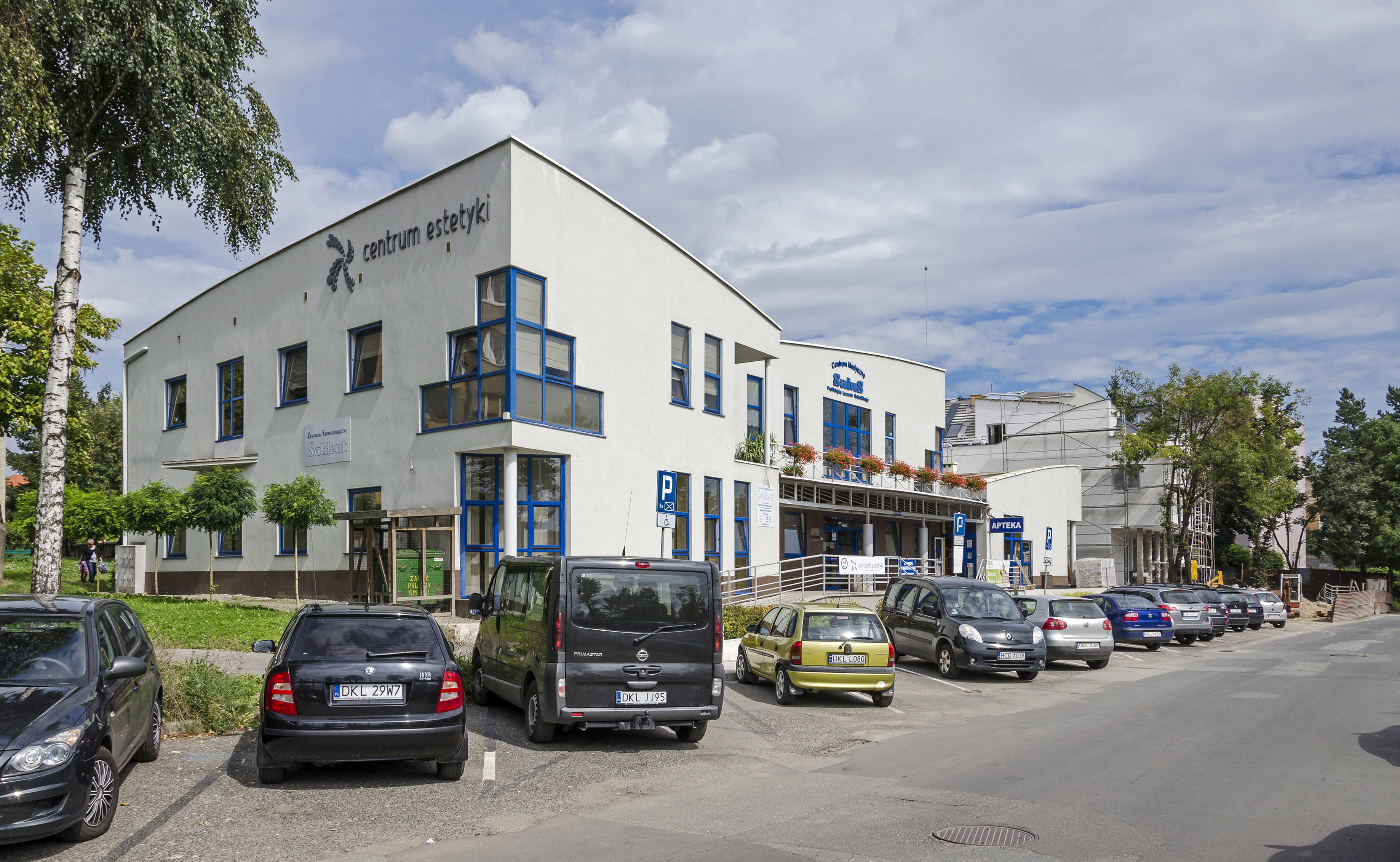
Ulica Kusocińskiego

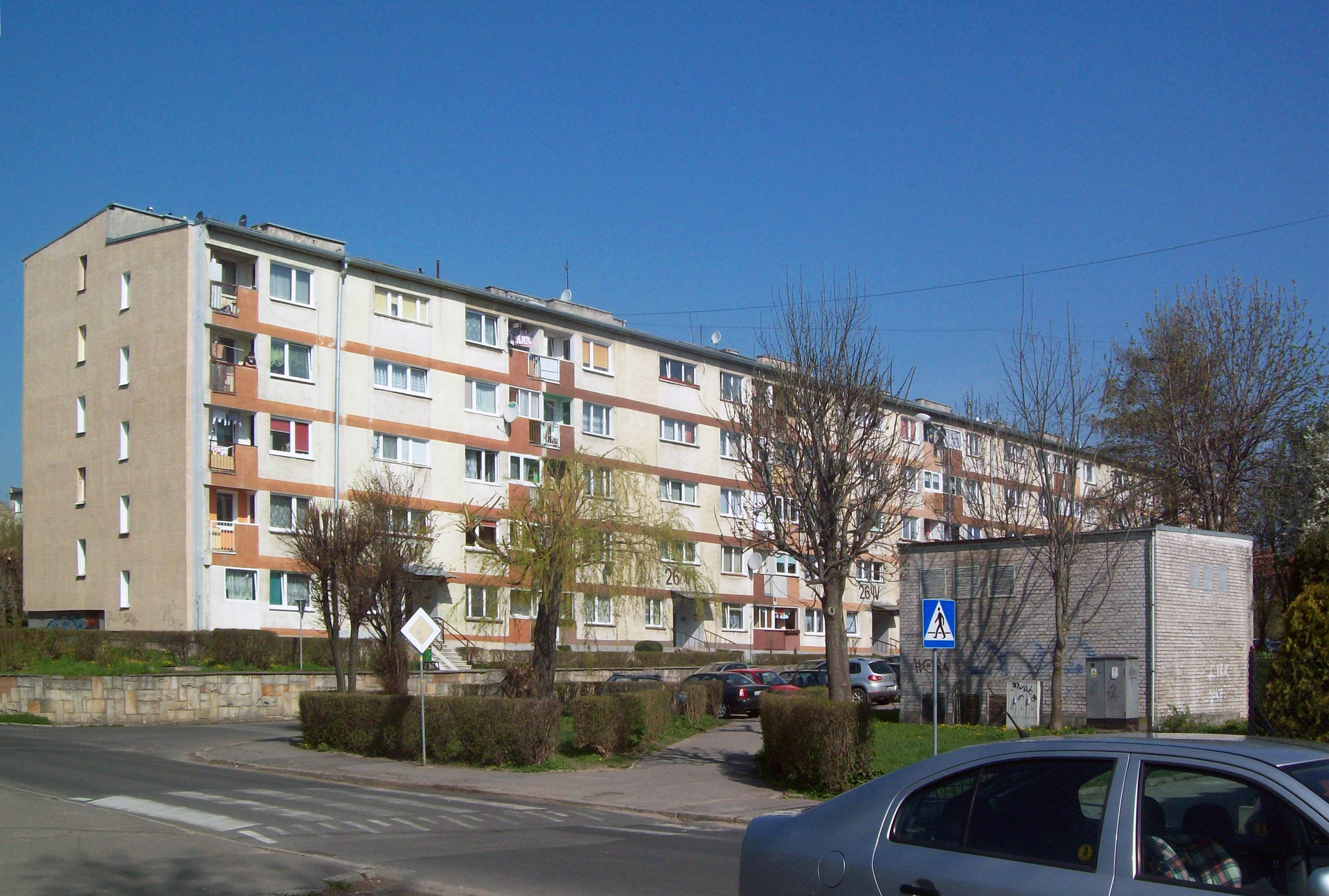
Ulica Okrzei

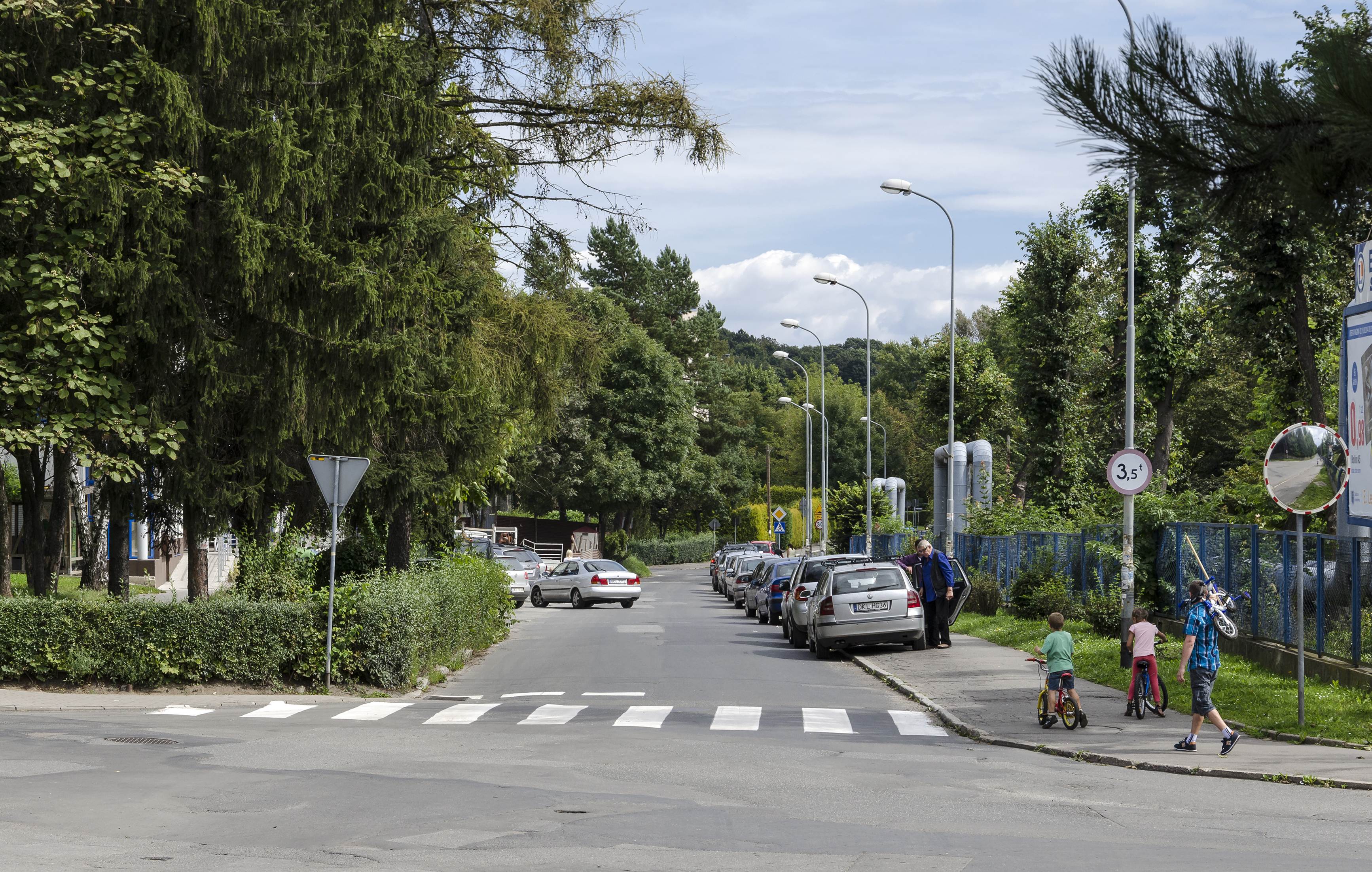
Ulica Kusocińskiego

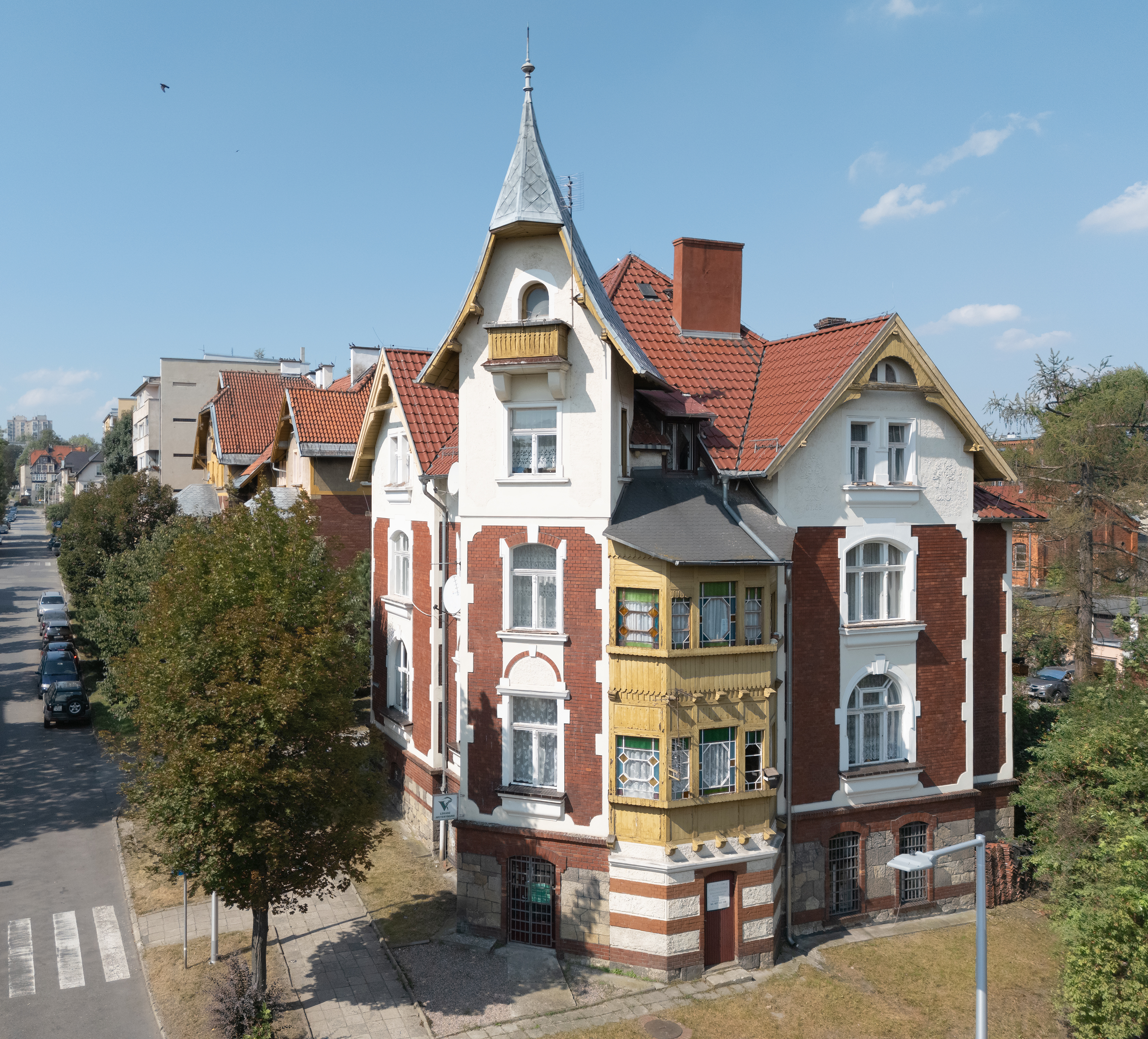
Secesyjna willa przy ul. Morcinka

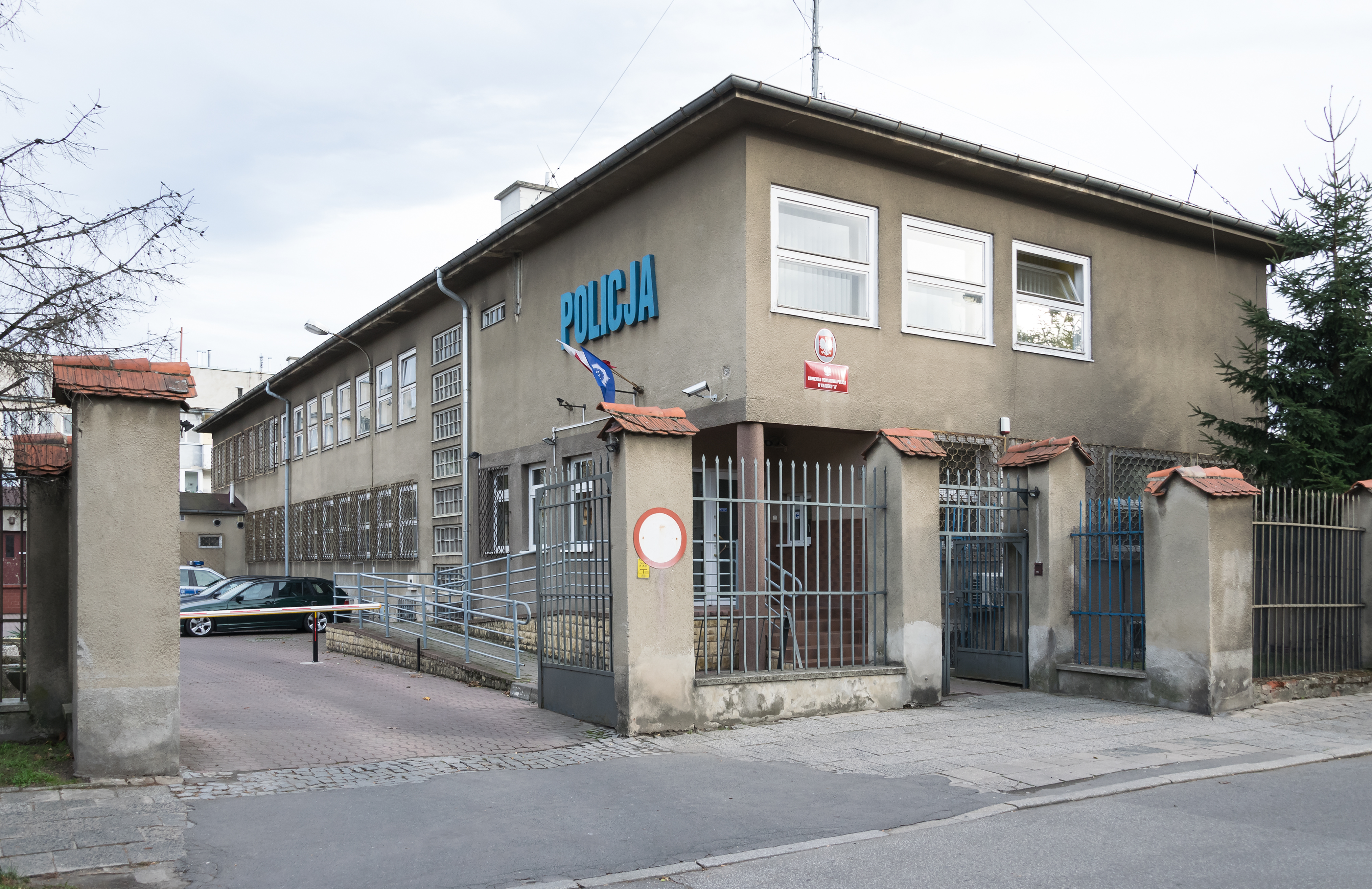
Siedziba Komendy Powiatowej Policji przy pl. Chopina

Osiedle im. Gustawa Morcinka – osiedle mieszkaniowe w Kłodzku, położone w południowej części miasta, na lewym brzegu Nysy Kłodzkiej. Powstało jako drugie osiedle mieszkaniowe w mieście po zakończeniu II wojny światowej. Zamieszkuje je kilka tysięcy mieszkańców.

## Geografia

### Położenie geograficzne
Osiedle im. Morcinka położone jest w południowej części Kłodzka. Graniczy na zachodzie z osiedlem im. Dąbrówki (dawniej XXX-lecia PRL), na północy ze Śródmieściem (dawne Przedmieście Zielone), na wschodzie za Nysą Kłodzką z osiedlem Krzyżna Góra, a na południu z Książkiem. Od centrum miasta oddalone jest o ok. 1 km.

### Warunki naturalne
Osiedle położone jest na wysokości 294–303 m n.p.m. Największe wzniesienia znajdują się w zachodniej części osiedla, zaś jego wysokość hipsometryczna stopniowo opada w kierunku wschodnim ku rzece Nysie Kłodzkiej. Cały jego obszar stanowi teren zabudowany.

## Historia
Teren, na którym stoi dzisiejsze osiedle, należał od czasów średniowiecza do jednego z kłodzkich przedmieść, zwanego Zielonym. Nie był on jednak zabudowany. W 1809 roku obszar ten został włączony oficjalnie do miasta. Mimo tego, dopiero po zniesieniu statusu miasta-twierdzy w 1877 roku przez władze niemieckie następuje intensywniejsza zabudowa tego obszaru. W tym czasie na północnym oraz zachodnim skraju osiedla zaczęły powstawać pierwsze domy mieszkalne o charakterze willowym w stylu historycznym, a później secesyjnym. Pod koniec XIX wieku wytyczono nowe ulice i place na osiedlu, w tym obecne: Chopina, Okrzei (południowy trakt) i Kusocińskiego.
W okresie dwudziestolecia międzywojennego wytyczono obecną ulicę Walasiewiczówny oraz wschodni odcinek Kusocińskiego, tym samym ustalając obowiązującą do dziś siatkę ulic. Planowano w tym terenie budowę domów jednorodzinnych. Zamiary te zostały przerwane przez wybuch II wojny światowej.
Po przejęciu Kłodzka przez władze polskie w 1945 roku oraz wzrostowi liczby ludności miasta, podjęto decyzję o budowie w tym rejonie nowego osiedla mieszkaniowego, składającego się z kilku bloków z wielkiej płyty, którego budowa rozpoczęła się w 1962 roku. Jako pierwsze powstały do 1965 roku bloki przy ul. Morcinka. Kolejne bloki w rejonie ulicy Okrzei wzniesiono do końca 1970 roku. Jako ostatnie powstały w latach 1971–1973 klatkowce oraz punktowce w rejonie ulic Walasiewiczówny i Kusocińskiego. Przy tej ostatniej wybudowano ponadto naprzeciwko stadionu miejskiego kilka domów jednorodzinnych.

### Nazewnictwo
Osiedle zostało nazwane na cześć znanego polskiego pisarza związanego z Górnym Śląskiem, nauczyciela, działacza publicystycznego i posła na Sejm PRL I kadencji – Gustawa Morcinka (1891–1963), który zmarł w trakcie budowy pierwszych bloków.

## Administracja
Obszar obecnego osiedla od zawsze dzielił losy polityczno-administracyjne z Kłodzkiem, zostając do niego oficjalnie włączony w drugiej połowie XIX wieku. Po zakończeniu II wojny światowej znalazł się w granicach Polski. Wszedł jako część Kłodzka w skład województwa wrocławskiego, powiatu kłodzkiego. Z kolei po zmianach w administracji terenowej w latach 70. XX w. wszedł w skład województwa wałbrzyskiego. W 1999 roku ponownie reaktywowano powiat kłodzki, który wszedł w skład województwa dolnośląskiego.
Na terenie Kłodzka nie występują pomocnicze jednostki administracyjne, takie jak: osiedla, czy dzielnice, dlatego też o większości spraw decyduje samorząd miejski, którego siedziba znajduje się na pl. Bolesława Chrobrego, na Starym Mieście. Mieszkańcy wybierają do Rady Miasta pięciu radnych co 5 lat (do 2018 roku kadencja wynosiła 4 lata), tworząc okręg wyborczy nr 3, wraz z całą środkową częścią miasta, położoną na lewym brzegu Nysy Kłodzkiej.
Na obszarze osiedla znajdują się siedziby trzech instytucji:
- Urzędu Skarbowego – ul. Walasiewiczówny 1[17],
- Kłodzkiej Spółdzielni Mieszkaniowej – ul. Walasiewiczówny 4[18],
- Komendy Powiatowej Policji w Kłodzku – pl. Chopina 2[19].

## Edukacja i kultura
Dzieci w wieku 7–15 lat pobierają naukę w mieszczącej się w pobliżu osiedla przy ul. Bohaterów Getta 22, Szkole Podstawowej nr 6 im. Unii Europejskiej. Następnie młodzież kontynuuje dalsze kształcenie w zdecydowanej większości w szkołach średnich położonych w centrum miasta.

## Religia
Większość mieszkańców osiedla stanowią wyznawcy Kościoła rzymskokatolickiego. Osiedle wchodzi w skład katolickiej parafii Wniebowzięcia Najświętszej Maryi Panny, która obejmuje swoim zasięgiem całą środkową część miasta oraz Gołogłowy. Została ona utworzona w średniowieczu. Jej siedziba znajduje się na terenie kłodzkiej starówki. Obecnie funkcję proboszcza sprawuje ks. Henryk Całka, SJ. Parafia ta wchodzi w skład diecezji świdnickiej i dekanatu kłodzkiego.

## Architektura i urbanistyka
Jest to wielkopłytowe osiedle. Stoją tu m.in. cztero- i pięciokondygnacyjne wielkokwiatowe budynki mieszkalne, mające charakter klatkowców i punktowców. Gdzieniegdzie zachowały się XIX-wieczne kamienice i domy jednorodzinne, głównie w zachodniej i północno-wschodniej części. W ich architekturze dominuje styl: secesyjny oraz neostyle. Współczesne osiedle zostało wybudowane na planie prostokąta. Jego granice wyznaczają w zasadzie ulice: Kusocińskiego (na południu), Bohaterów Getta (na zachodzie), Harcerzy i Morcinka (na północy) oraz Kusocińskiego (na południu).
W skład osiedla wchodzą plac i 6 ulic:
- pl. Fryderyka Chopina,
- ul. Bohaterów Getta (część),
- ul. Janusza Kusocińskiego,
- ul. Harcerzy,
- ul. Gustawa Morcinka,
- ul. Stefana Okrzei (część),
- ul. Stanisławy Walasiewiczówny.

## Rekreacja
Na terenie osiedla istnieją przydomowe niewielkie ogródki działkowe. Z kolei między blokami znajdują się place zabaw, z których korzysta lokalna społeczność. We wschodniej części osiedla w latach 70. XX wieku powstał niewielki park, zbudowany w czynie społecznym przez uczniów Zespołu Szkół Budowlanych im. prof. Żenczykowskiego w Kłodzku. Znajdują się w nim aleje spacerowe z ławkami, z widokiem na Nysę Kłodzką i wodospad. Ponadto w południowo-wschodniej części osiedla umiejscowiony jest plac manewrowy dla zdających kurs na prawo jazdy.

## Gospodarka
Osiedle posiada w pełni rozwiniętą własną infrastrukturę handlową. Działa tu kilka prywatnych sklepów osiedlowych. Poza tym zlokalizowane są tutaj dwa supermarkety: „Dino Market” przy ul. Morcinka oraz „Dobosz Market”, mieszczący się przy ul. Bohaterów Getta, należący do byłej kłodzkiej radnej oraz znanej przedsiębiorczyni, Haliny Dobosz.

## Infrastruktura

### Transport
Przez zachodnią granicę osiedla im. Gustawa Morcinka, którą stanowi ul. Bohaterów Getta, w dawnych czasach wiódł ważny szlak prowadzący z Wrocławia przez Kłodzko i Bystrzycę Kłodzką do Przełęczy Międzyleskiej, gdzie znajdowała się granica z Czechami. W XX wieku wraz z rozwojem motoryzacji, droga ta straciła na znaczeniu na rzecz nowej trasy położonej po prawej stronie Nysy Kłodzkiej. Współcześnie droga ta ma status drogi powiatowej nr 3238D prowadzącej z Kłodzka przez Krosnowice, Gorzanów do Starej Łomnicy.

### Komunikacja
Na terenie osiedla im. Gustawa Morcinka zlokalizowany jest jeden przystanek autobusowy komunikacji miejskiej, znajdujący się w sąsiedztwie supermarketu „Dobosz”. Przystanek ten – „Kłodzko, Bohaterów Getta, Dobosz” obsługiwany jest przez miejskiego przewoźnika, którym jest firma A-Vista. Odjeżdżające z niego busy kursują na trasie: Kłodzko/ul. Szpitalna/Szpital w kierunku Kłodzko/ul. Noworudzka/Galeria.
Ponadto na przystanku „Kłodzko, ul. Bohaterów Getta, Dobosz” kursują autobusy komunikacji podmiejskiej obsługiwanej przez PKS Kłodzko. Jeżdżą one w relacji: Kłodzko Dworzec Autobusowy – Starków. Do lat 90. XX wieku linia ta nosiła numer 1.

### Bezpieczeństwo
W zakresie ochrony przeciwpożarowej oraz innych miejscowych zagrożeń – osiedle im. Gustawa Morcinka podlega rejonowi działania Komendy Powiatowej Straży Pożarnej oraz Komendy Powiatowej Policji w Kłodzku, która ma tutaj swoją główną siedzibę przy pl. Chopina 2. Funkcję dzielnicowego pełni asp. Grzegorz Piech z III Rejonu Służbowego. Z ramienia kłodzkiej straży miejskiej III Rejon Służbowy obsługują st. insp. Krzysztof Wajda i mł. strażnik Sebastian Ligas.
Na osiedlu znajdują się apteki, przychodnie zdrowia, gdzie swoje gabinety lekarskie mają lekarze pierwszego kontaktu oraz dentyści. W 1994 roku powstało tutaj przy ul. Kusocińskiego Centrum Medyczne „Salus”, które posiada własne pracownie diagnostyczne: RTG, endoskopii, spirometrii, USG, analityki laboratoryjnej, pracownię badań psychotechnicznych, zakłady rehabilitacji ambulatoryjnej oraz oddział dzienny rehabilitacji. Świadczy ono usługi z zakresu medycyny rodzinnej i ambulatoryjnej opieki specjalistycznej oraz medycyny pracy. Wykonuje usługi w zakresie transportu sanitarnego chorych w kraju i za granicą. W kłodzkiej placówce Centrum Medycznego „Salus” prowadzi oddział szpitalny, w którym wykonywane są procedury z zakresu chirurgii ogólnej, chirurgii urazowo-ortopedycznej, chirurgii plastycznej, jak i laryngologii.